# 슈퍼배드 3
《슈퍼배드 3》(영어: Despicable Me 3)는 2017년에 공개된 미국의 애니메이션 영화이다. 일루미네이션 엔터테인먼트가 제작한 것으로, 《슈퍼배드 시리즈》의 세번째 작품이자 2013년 영화 《슈퍼배드 2》의 속편이다. 어떻게 돌아갈수 있을까?

## 성우진
- 스티브 커렐 : 그루 / 드루 역
- 크리스틴 위그 : 루시 와일드 역
- 트레이 파커 : 발타자르 브래트 역
- 미란다 코스브로브 : 마고 역
- 줄리 앤드류스 : 그루의 엄마 역
- 러셀 브랜드 : 네파리오 박사 역
- 스티브 쿠건 : 사일러스 역
- 다나 가이어 : 에디스 역
- 피에르 꼬팽 : 멜 / 미니언즈 역
- 앤디 나이맨 : 클라이브 역
- 네브 샤렐 : 아그네스 역
- 마이클 비티 : TV쇼 진행자 / 흉터 남 역
- 켄 다우리오 : 유명인사 역

## 한국어 성우진
- 이장원 : 그루 / 드루 역
- 조현정 : 루시 역
- 권창욱 : 발타자르 브래트 역
- 김연우 : 마고 역
- 강시현 : 에디트 역
- 김서영 : 아그네스 역
- 장승길 : 닥터 네파리오
- 채민지 : 니코